# Prueba M de Weierstrass
En matemáticas, la prueba M de Weierstrass o criterio mayorante de Weierstrass es un criterio para comprobar la convergencia uniforme de una serie de funciones de variable real o compleja.

## Enunciado
| Prueba M de Weierstrass Sea {\displaystyle A} un conjunto y {\displaystyle \mathbb {K} =\mathbb {R} } o {\displaystyle \mathbb {K} =\mathbb {C} }. Consideremos {\displaystyle f_{n}:A\to \mathbb {K} } una sucesión de funciones. Si para cada {\displaystyle n\in \mathbb {N} } existe un {\displaystyle M_{n}\geq 0} tal que {\displaystyle \|f_{n}(x)\|\leq M_{n}\,\forall x\in A} y la serie {\displaystyle \sum _{n\geq 1}M_{n}} converge, entonces la serie {\displaystyle \sum _{n\geq 1}f_{n}} converge uniformemente en {\displaystyle A}. |

| Demostración |
| Para cada {\displaystyle x\in A}, la serie {\displaystyle \sum _{n\geq 1}\|f_{n}(x)\|} converge, según el criterio de comparación. En consecuencia, {\displaystyle \sum _{n\geq 1}f_{n}(x)} converge (absolutamente) para todo {\displaystyle x\in A}. Llamemos {\displaystyle F(x)=\sum _{n=1}^{+\infty }f_{n}(x)\,\forall x\in A} al límite puntual de la serie. Recordemos que para probar que la serie {\displaystyle \sum _{n\geq 1}f_{n}} converge uniformemente a {\displaystyle F} en {\displaystyle A} tenemos que probar que la sucesión de sumas parciales {\displaystyle \{S_{n}\}=\{\sum _{i=1}^{n}f_{i}\}} (que en este caso es una sucesión de funciones) converge uniformemente a {\displaystyle F} en {\displaystyle A}. Para esto podemos ver que la sucesión {\displaystyle \rho _{n}=\sup\{\|F(x)-S_{n}(x)\|:x\in A\}} converge a {\displaystyle 0}. Para cada {\displaystyle x\in A}, tenemos: {\displaystyle \left\|F(x)-S_{m}(x)\right\|=\left\|F(x)-\left(\sum _{i=1}^{m}f_{i}(x)\right)\right\|=\left\|\sum _{n=m+1}^{+\infty }f_{n}(x)\right\|\leq \sum _{n=m+1}^{+\infty }\|f_{n}(x)\|\leq \sum _{n=m+1}^{+\infty }M_{n}} Por tanto, {\displaystyle \rho _{n}=\sup\{\|F(x)-S_{n}(x):x\in A\}\leq \sum _{n=m+1}^{+\infty }M_{n}\rightarrow 0}. Por tanto, {\displaystyle \sum _{n\geq 1}f_{n}} converge uniformemente a {\displaystyle F} en {\displaystyle A}. |

Una versión más general de la prueba M de Weierstrass se mantiene si el codominio de las funciones {\displaystyle \{f_{n}\}} es cualquier espacio de Banach, en cuyo caso la afirmación {\displaystyle |f_{n}|\leq M_{n}} puede ser reemplazada por {\displaystyle \|f_{n}\|\leq M_{n}}, donde {\displaystyle \|\cdot \|} es la norma definida en el espacio de Banach.